# Seleção Lituana de Voleibol Feminino
A seleção lituana de voleibol feminino é uma equipe europeia composta pelas melhores jogadoras de voleibol da Lituânia. A equipe é mantida pela Federação Lituana de Voleibol (Lithuanian Volleyball Federation). A equipe não consta no ranking mundial da FIVB segundo dados de 6 de outubro de 2015.